# 크리스털 리드
크리스털 리드(Crystal Reed, 1985년 2월 6일 ~ )는 미국의 배우, 모델이다.

## 출연 작품

### 영화
- 스카이라인 (2010)
- 크레이지, 스투피드, 러브 (2011)
- 베스와 베라 (2018) - 성인 베스 역
- 틴 울프: 더 무비 (2023) - 앨리슨 아젠트 역

### 텔레비전
- 틴 울프 (2011-14) - 앨리슨 아젠트 역
- 고담 (2017-18) - 소피아 팰콘 역
- 스웜프 씽 (2019) - 에비 아케인 역